# Feelz
Feelz è il primo EP da solista del rapper statunitense Lil Peep, pubblicato il 16 maggio 2015.

## Antefatti
Il 16 maggio 2015, Lil Peep ha pubblicato il suo primo EP Feelz su SoundCloud. Il rapper ha realizzato un video musicale per il brano Feelz, tuttavia è stato successivamente eliminato. Su Instagram, dopo la morte di Peep, la madre ha rivelato di essere in possesso del video musicale, assieme a filmati inediti realizzati dal rapper con i suoi amici nel seminterrato della sua casa.
Il brano Life è stato successivamente rimodernato e inserito nel secondo album in studio Come Over When You're Sober, Pt. 2.
Il 20 Maggio 2022 "Feelz" viene reso disponibile su tutte le piattaforme musicali di streaming.

## Tracce
Testi di Gustav Åhr.
1. toxic city – 2:57 (musica: drip-133)
2. feelz ♡ – 2:19 (musica: Terio)
3. life – 3:05 (musica: drip-133)

## Formazione

### Musicisti
- Lil Peep – voce, testi, missaggio

### Produzione
- drip-133 – produzione
- Terio – produzione